# Geschützwagen Tiger
El Geschützwagen Tiger fue un obús autopropulsado alemán de la Segunda Guerra Mundial que nunca entró en servicio.
La decisión de montar un cañón pesado en un chasis de Tiger II apareció en junio de 1942. El primer prototipo fue probado casi al término de la guerra. A pesar de esto, Alemania ya se encontraba al borde de la derrota y el vehículo nunca entró en servicio, siendo posteriormente capturado por tropas aliadas. Se consideraron varias opciones como armamento principal, siendo las predilectas el cañón de 17 cm K 72 L/50 y el 21 cm Mörser 18. El prototipo montaba el cañón de 17 cm, siendo su designación oficial Geschützwagen Tiger für 17cm K72 (Sf).